# Huis Naaldwijk

Geslachtswapen uit het Wapenboek Beyeren (voor 1405)

Het huis Naaldwijk was een machtige adellijke familie uit het graafschap Holland. De heren van Naaldwijk droegen onder andere de titel van erfmaarschalk van Holland. Het geslacht is in 1600 uitgestorven.

## Huis Naaldwijk
Unarch van Nadelwich is de stamvader van het geslacht. Hij wordt vermeld in een grafelijke oorkonde van 1156 als getuige van de graaf van Holland. Het stamslot van de familie heeft gelegen in het centrum van Naaldwijk. Zij bezaten tevens een buitenplaats bij Honselersdijk.
Het geslacht Naaldwijk vindt zijn oorsprong uit het adellijk geslacht Voorne en bezat landgoederen in de streek die nu bekendstaat als het Westland. De leenschappen bestonden uit Naaldwijk en Honselersdijk met goederen en tienden in Monster, Poeldijk, Wateringen en Schipluiden. Door middel van zijn huwelijk bemachtigde Hugo I van Naaldwijk de titel van erfmaarschalk van Holland. Deze zou gedragen worden tot de laatste heer van Naaldwijk en bestond niet alleen uit een dienende rol als veldheer voor de graaf van Holland, maar ook een functie als adviseur en raadsheer. In 1418 kreeg Hendrik III van Naaldwijk de hoge heerlijkheidsrechten van Naaldwijk van Jacoba van Beieren als dank voor zijn steun tijdens de Hoekse en Kabeljauwse twisten. De teloorgang van het geslacht zou te maken kunnen hebben met de Hoekse en Kabeljauwse twisten. De Naaldwijks waren Hoeks en eind vijftiende eeuw koos Maximiliaan van Oostenrijk definitief de kant van de Kabeljauwen.

## Heren van Naaldwijk
- Bartholomeus van Voorne van Naaldwijk (1170-1203)
- Hugo I van Naaldwijk (1195-1220)
- Hugo II van Naaldwijk (1215-1263)
- Boudewijn van Naaldwijk (1250-1285)
- Hendrik I van Naaldwijk (voor 1277-1305) - Ermgaert van der Lecke
- Willem I van Naaldwijk (voor 1290-1345) - Sophie van Raephorst
- Hendrik II van Naaldwijk (1303-1349) - Haeze van Scalwijck
- Willem II van Naaldwijk (ca. 1340-1395) - Sophie van Teijlingen
- Hendrik III van Naaldwijk (1367-1419) - Katrijn van Heenvliet
- Willem III van Naaldwijk (13??-1444) - Willemijn van Egmond van Wateringen
- Hendrik IV van Naaldwijk (1430-1495) - Machteld van Raephorst
- Willemien van Naaldwijk (1470-1515) - Jan III van Montfoort

## Bekende telgen
- Bartholomeus van Voorne van Naaldwijk
- Hugo I van Naaldwijk
- Katharina van Naaldwijk
- Griete van Naaldwijk
- Jan van Naaldwijk, een der laatste aanvoerders van de Hoekse partij en een groot krijgsoverste
- Hendrik IV van Naaldwijk

## Galerij

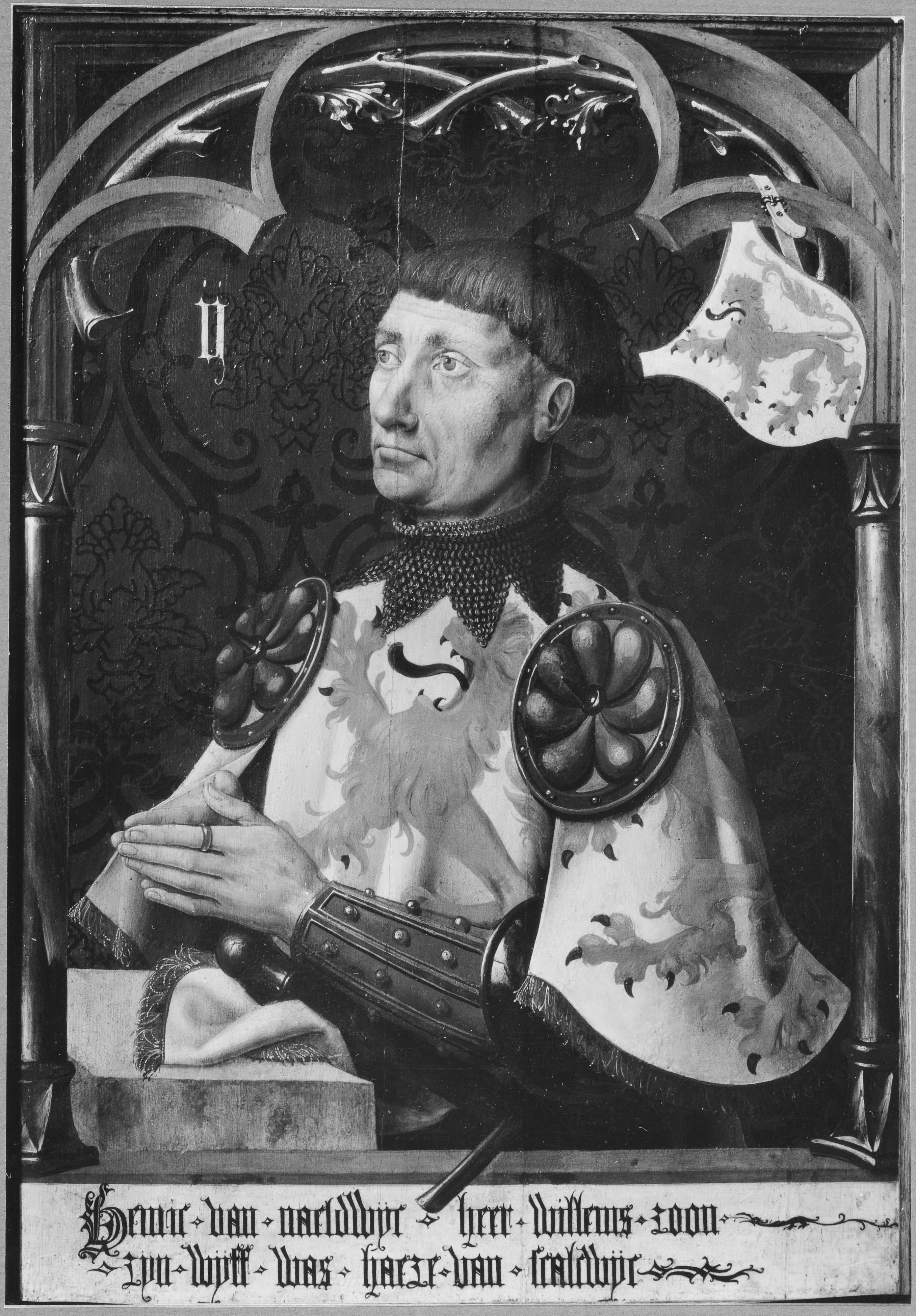
Hendrik II van Naaldwijk
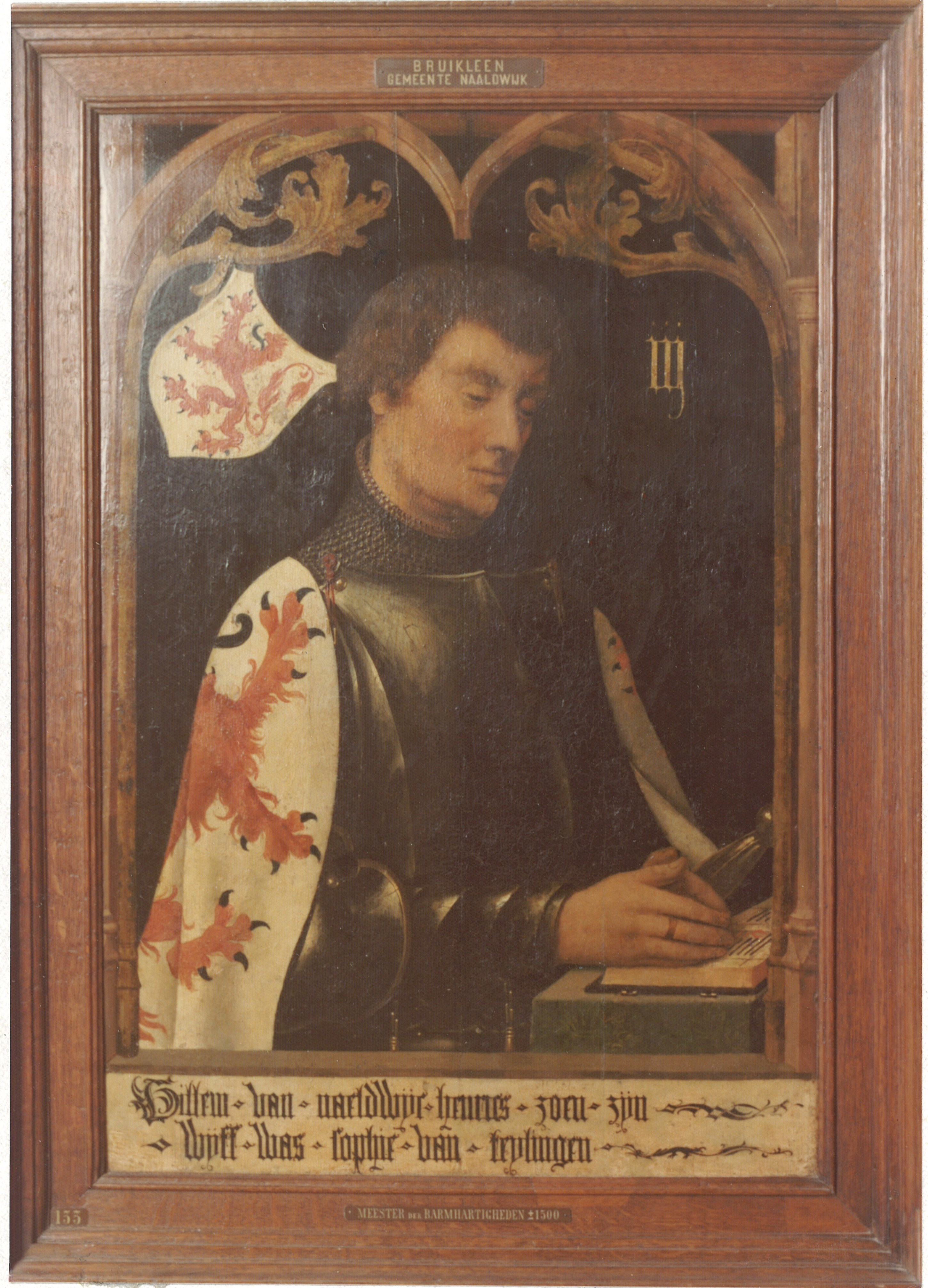
Willem II van Naaldwijk
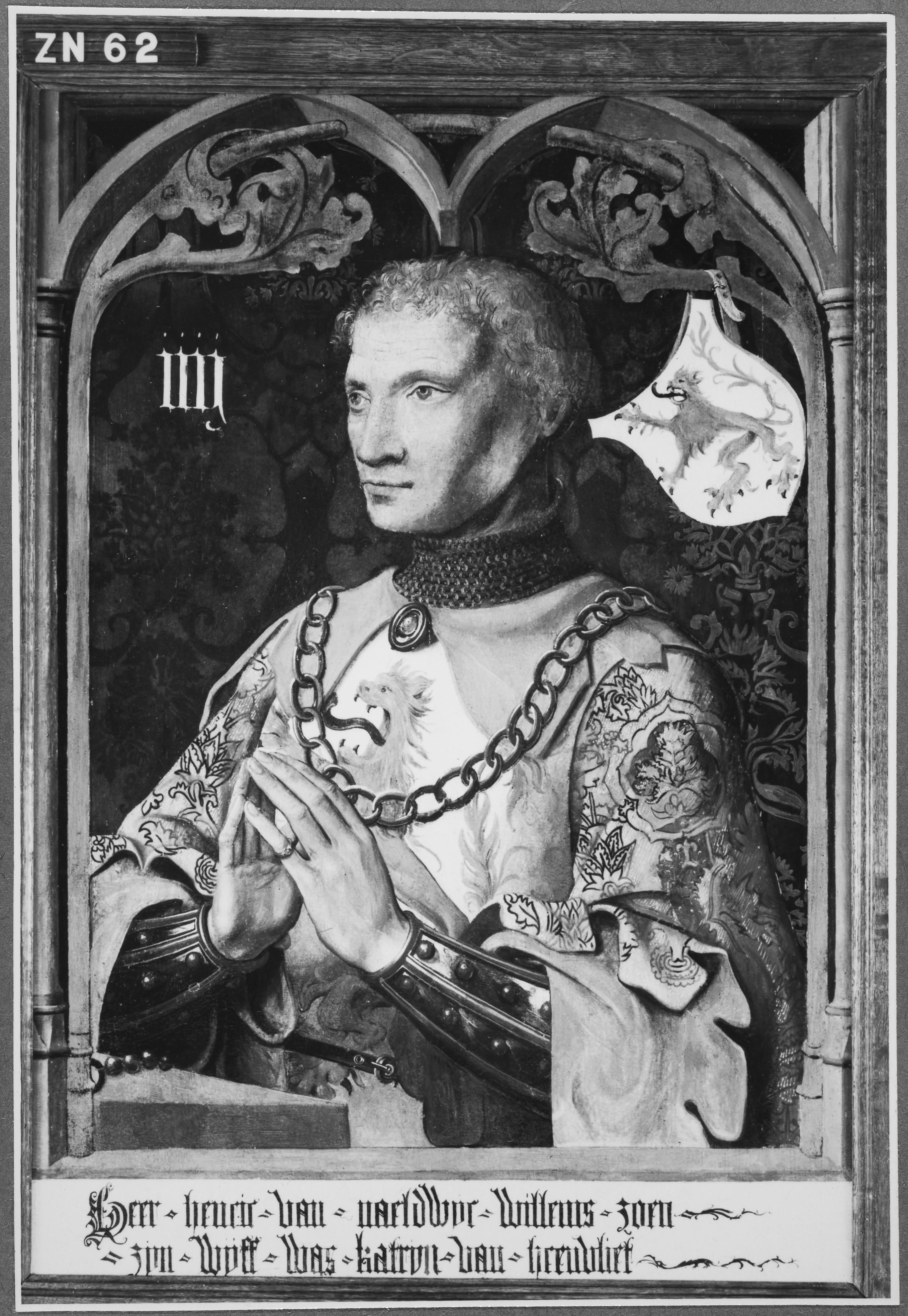
Hendrik III van Naaldwijk
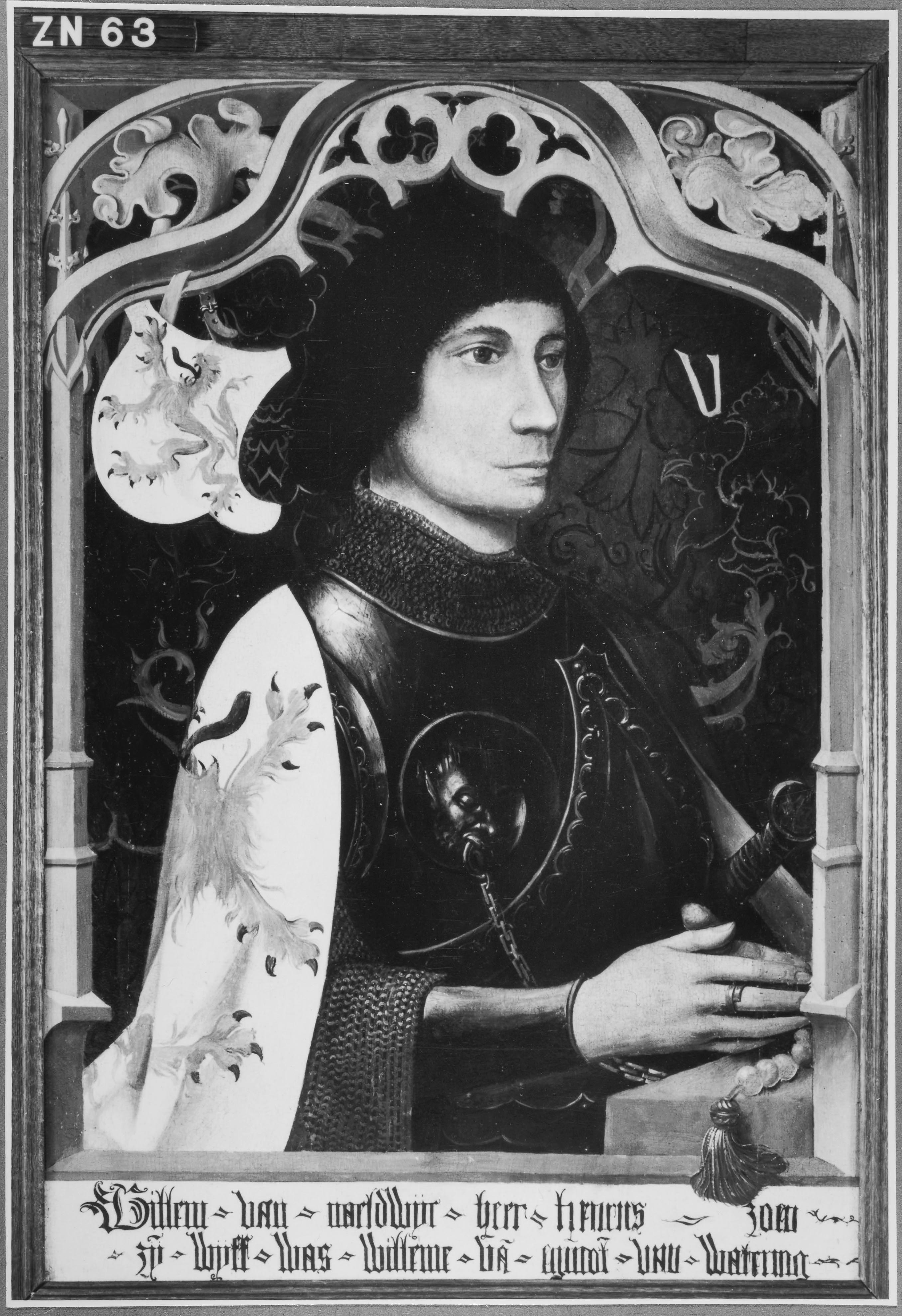
Willem III van Naaldwijk
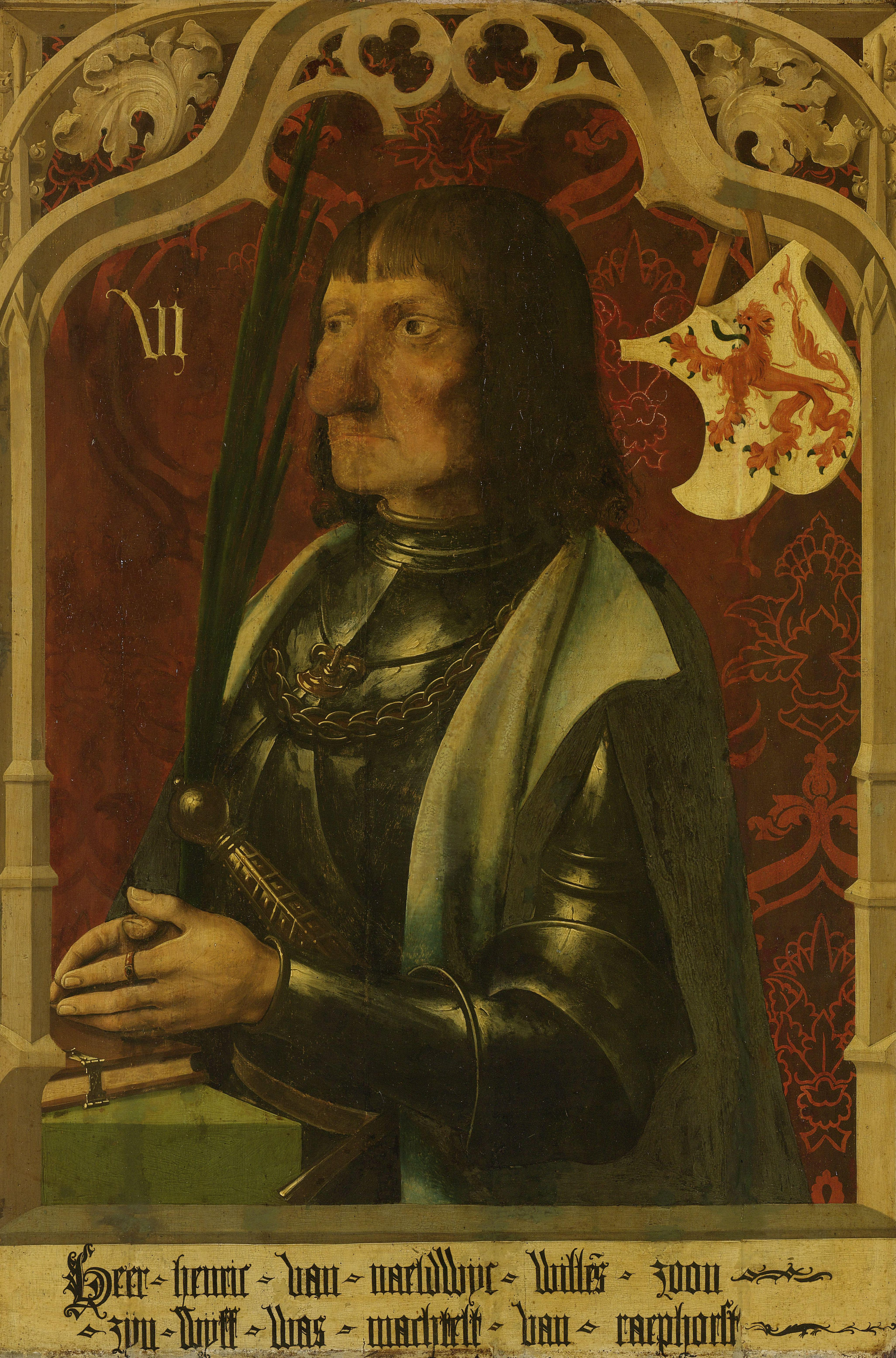
Hendrik IV van Naaldwijk
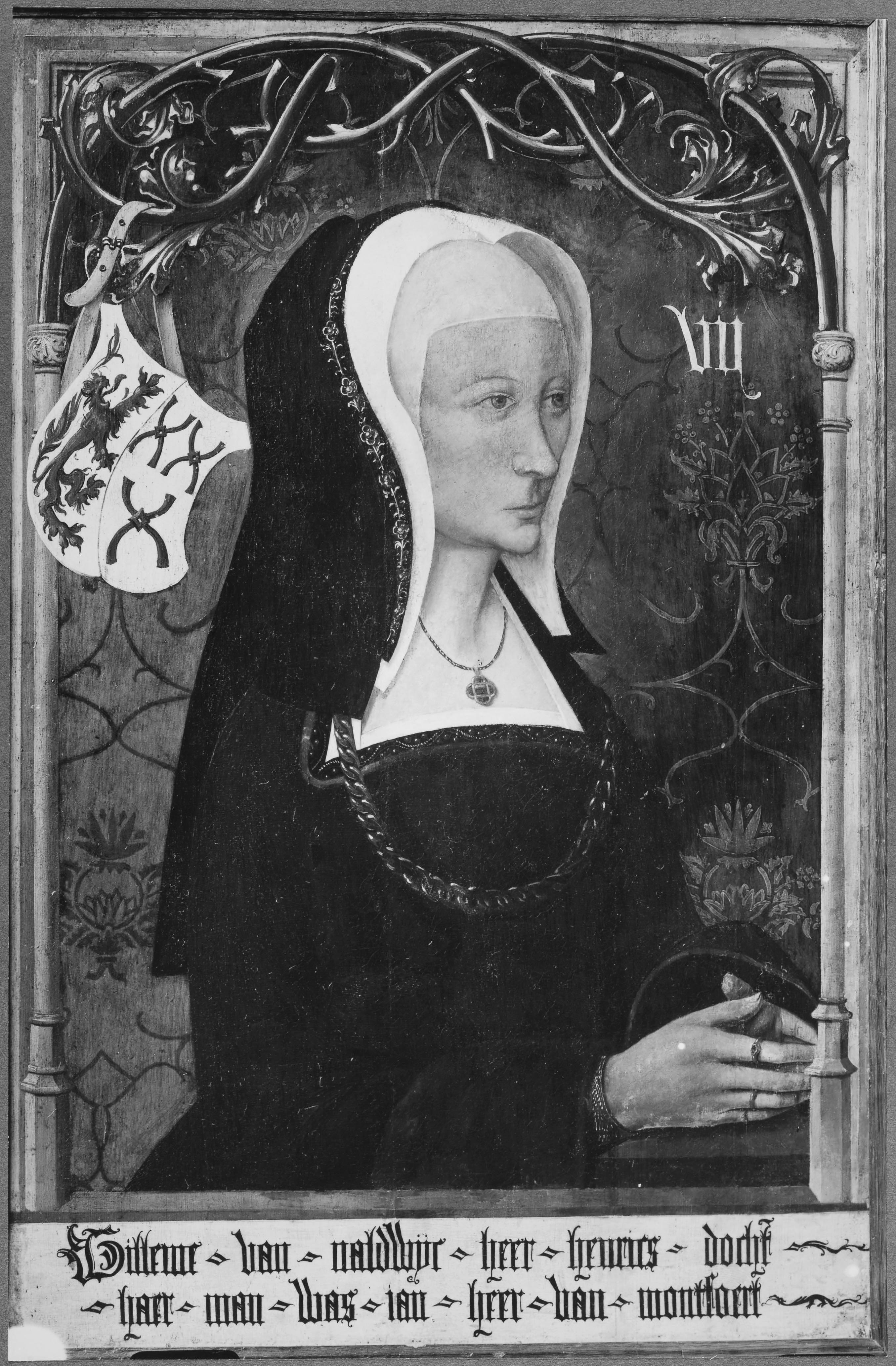
Wilhelmina van Naaldwijk